# Erythemis vesiculosa
La gran libélula verde (Erythemis vesiculosa) pertenece a la familia de las libélulas rayadoras (Libellulidae). Es una especie abundante y de amplia distribución, con poblaciones estables 1. Esta es la especie de mayor tamaño de su género 2,3.

## Clasificación y descripción de la especie
El género Erythemis se compone de 10 especies de distribución neotropical 3,4. Los miembros de este grupo son de tamaño moderado y presentan una gran variedad de apariencias entre las diferentes especies y entre individuos de la misma especie con diferentes edades 2,3,4. Una característica exclusiva del género es la presencia de 3-4 espinas largas y gruesas en el 0.5 distal de los metafémures junto con numerosas espinas cortas y delgadas en el 0.5 basal 4. Tiene ojos color verde pardo o cafés; la cara y el tórax son completamente verdes; el abdomen es principalmente verde: los segmentos 4-7 tienen anillos obscuros y los segmentos 8-10 son negros.

## Distribución de la especie
Argentina (Buenos Aires, Catamarca, Córdoba, Corrientes, Formosa, Jujuy, Misiones, Salta, Santa Fe, Santiago del Estero, Tucumán); Bahamas; Barbados; Belice; Bolivia; Bonaire, Sint Eustatius y Saba (Saba, Sint Eustatius); Brasil (Amazonas, Río de Janeiro); Islas Caimán; Colombia; Costa Rica; Cuba; Curaçao; República Dominicana; Ecuador (Galápagos); El Salvador; Guinea Francesa; Granada; Guadalupe; Guatemala; Guyana; Haití; Honduras; Jamaica; Martinica; México (Campeche, Chiapas, Coahuila, Colima, Durango, Guerrero, Jalisco, México Distrito Federal, México, Morelos, Nayarit, Oaxaca, Quintana Roo, San Luis Potosí, Sinaloa, Sonora, Tamaulipas, Veracruz, Yucatán); Nicaragua; Panamá; Paraguay; Perú; Puerto Rico; San Martín (parte Francesa); San Vincente y las Granadinas; San Martín (parte Holandesa); Surinam; Trinidad y Tobago; Estados Unidos (Alabama, Arizona, Colorado, Florida, Kansas, Nuevo México, Oklahoma, Texas, Islas Vírgenes); Venezuela. 1. Es una especie migratoria.

## Hábitat
Esta especie prefiere estanques pantanosos, incluyendo los temporales, también vuela sobre recodos en arroyos, aunque quizá no se reproduzca allí 1.

## Estado de conservación
Se considera como especie de preocupación menor en la lista roja de la IUCN 1.